# Burg Hardenstein
Die Burg Hardenstein ist eine Ruine an der mittleren Ruhr zwischen dem Stadtteil Herbede und der Kernstadt Witten im heutigen Ennepe-Ruhr-Kreis in Nordrhein-Westfalen, Deutschland. Sie wird vom gleichnamigen Naturschutzgebiet Hardenstein umschlossen und befindet sich in der Nähe des Muttentals. Bis zur Fertigstellung der Ruhrtalbahn (heute Museumsbahn) im neunzehnten Jahrhundert lag die Burg unmittelbar am Fluss. Typologisch ist die seit langem als Burg bekannte Anlage ein „Festes Haus“ – also ein Herrenhaus. Sie diente hauptsächlich als Wohnsitz seiner herrschaftlichen Besitzer und war daher nur bedingt wehrhaft.

## Geschichte

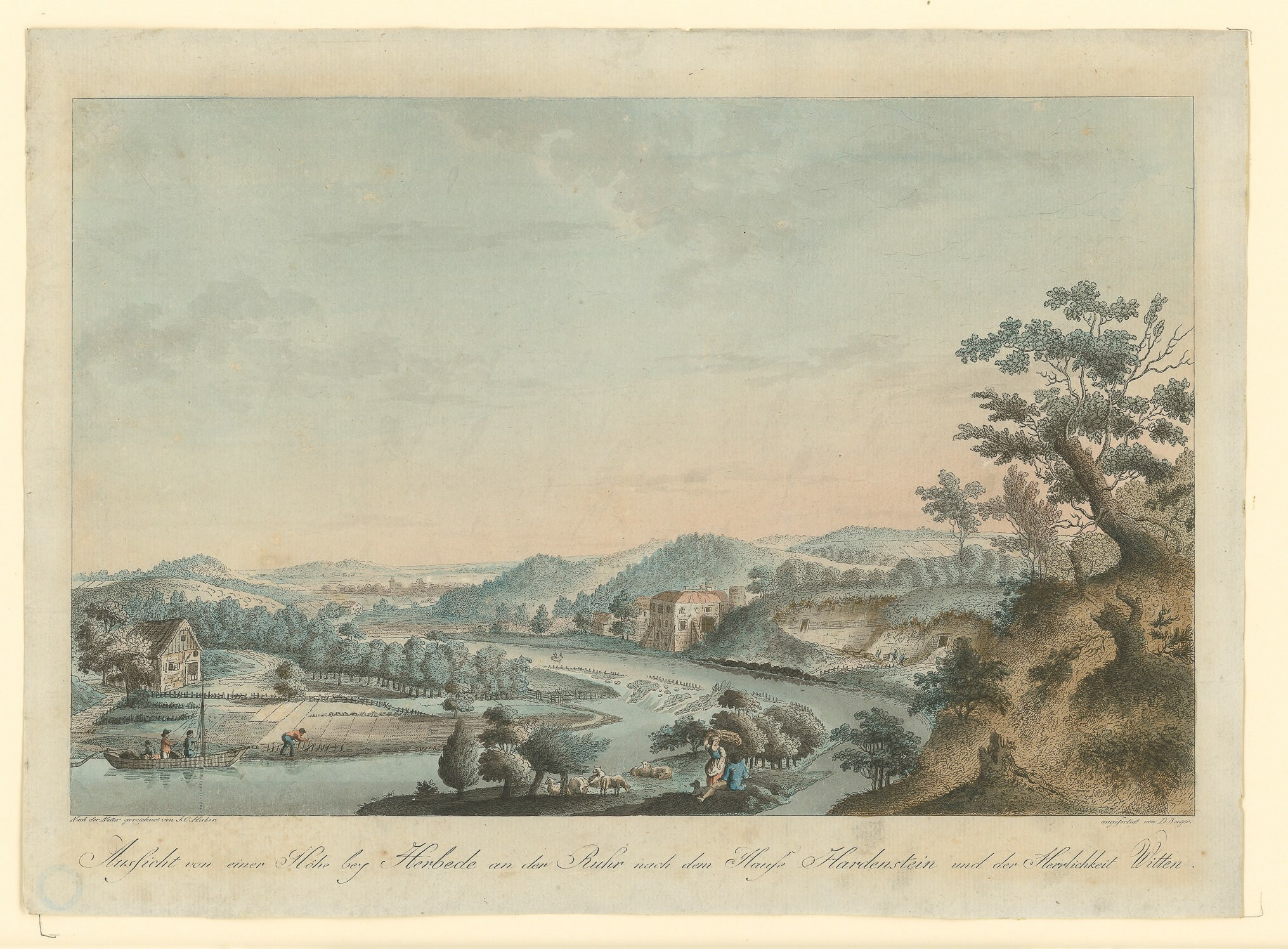
Burg Hardenstein um 1810

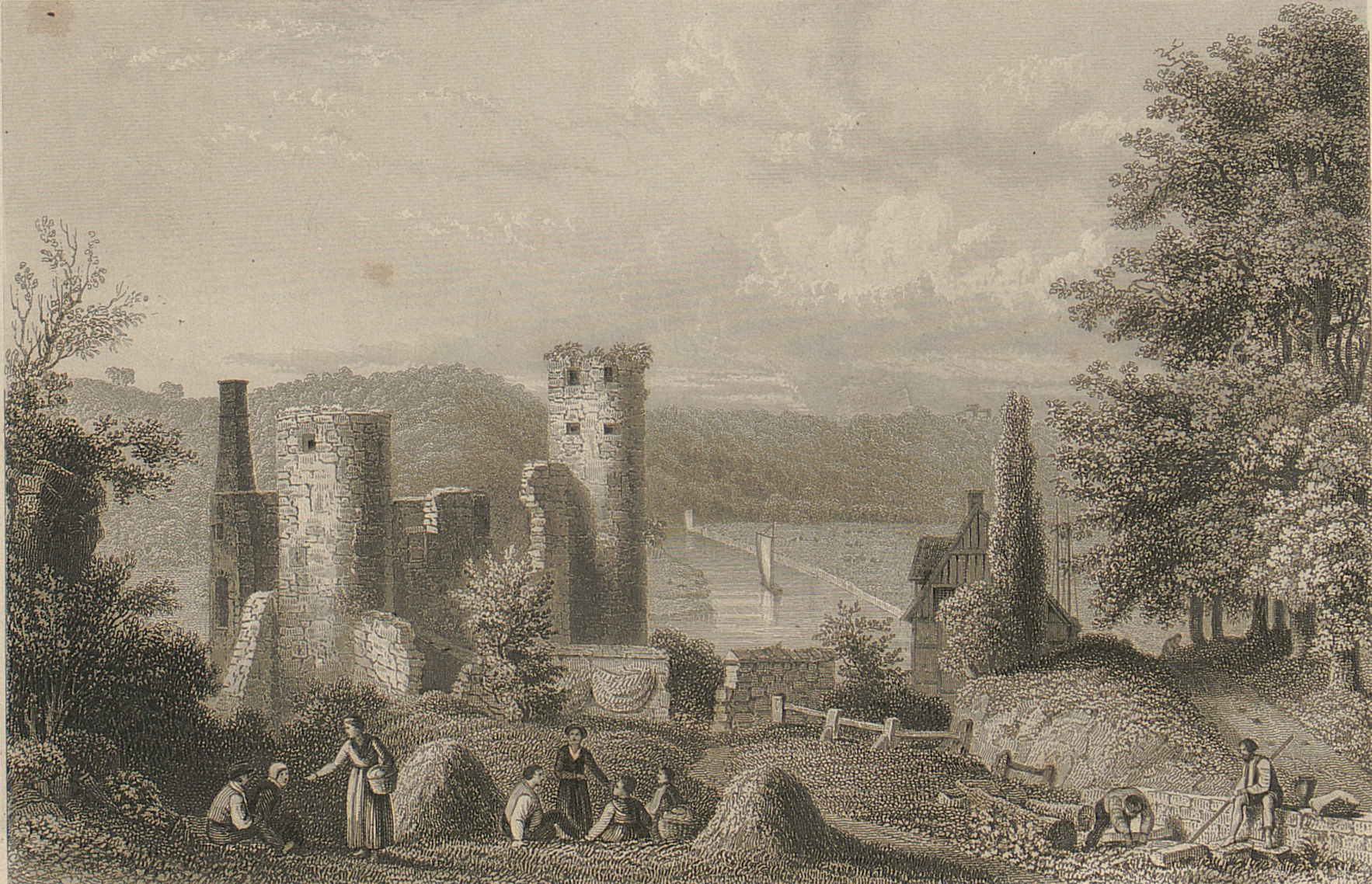
Ruine der Burg Hardenstein um 1840

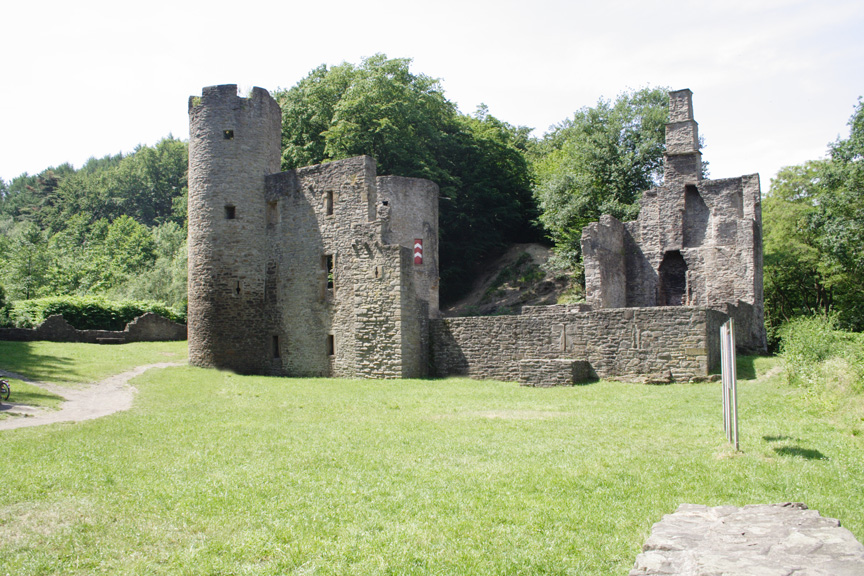
Die Burgruine von Nordosten gesehen (Innenhof). Die Ruhr liegt außerhalb des rechten Bildrandes.

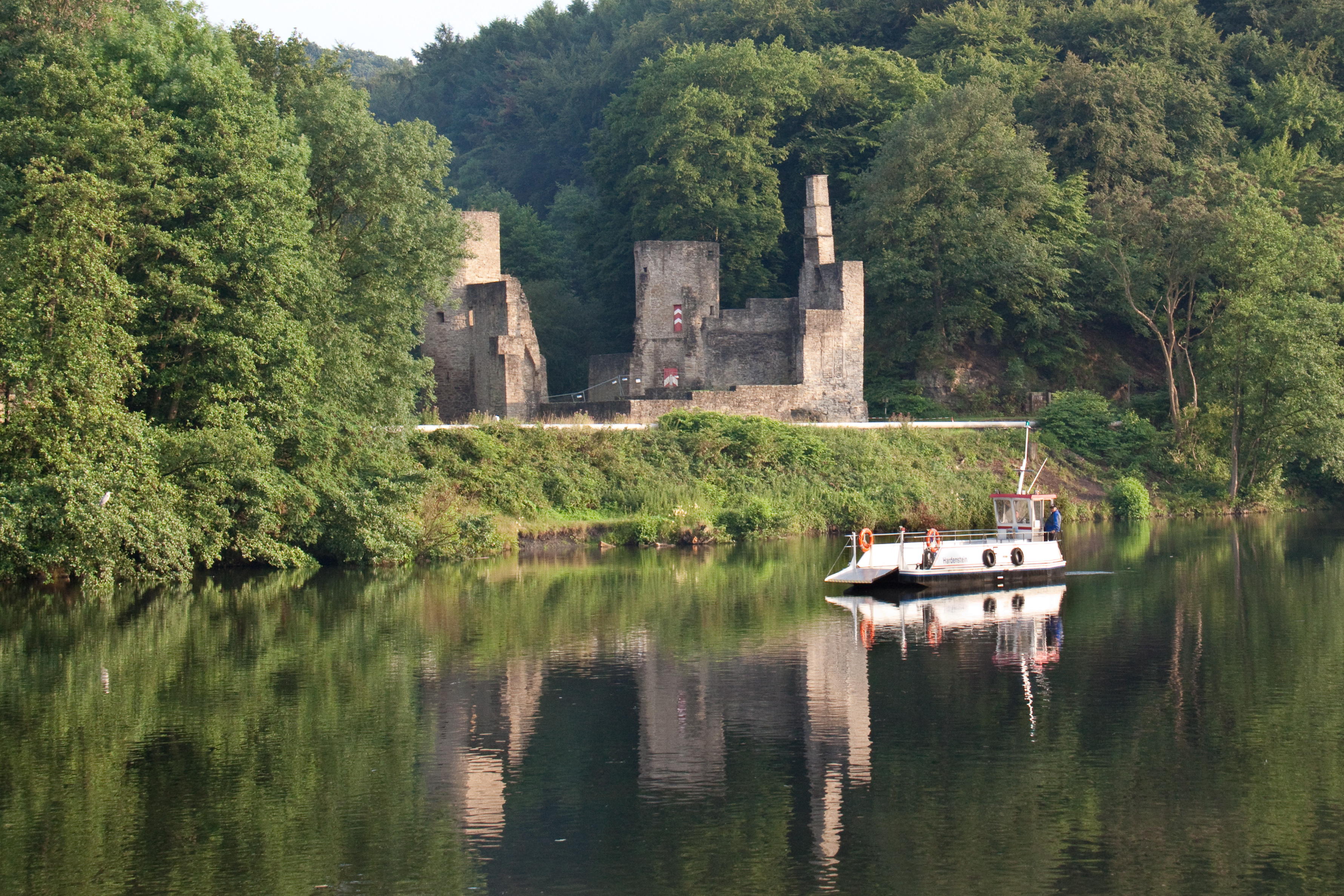
Blick von der anderen Uferseite

Im Jahr 1354 musste Heinrich II. von Hardenberg die Herrschaft Hardenberg im heutigen Velbert an Graf Gerhard I. von Jülich-Berg verkaufen. Im selben Jahr ließ sich Heinrich II. von Hardenberg mit seiner Familie am südlichen Ufer der Ruhr zwischen Herbede und Witten nieder. Die Wasserburg wurde zwischen 1345 und 1354 erbaut.
Dessen Nachfahren nannten sich dann auch von Hardenstein und litten wohl unter so manchen Geldsorgen. Im Jahre 1378 zettelte Heinrich IV. von Hardenstein eine Fehde gegen die Stadt Dortmund an, weil er bei einem dortigen jüdischen Geschäftsmann mit einem hohen Geldbetrag in der Kreide stand. Der Angriff mit etwa 1.000 Mann auf die Stadt Dortmund schlug fehl. Bei einem anderen folgenden Feldzug wurde er von den Kölner Truppen gefasst und hingerichtet.
Durch Heirat mit der Tochter des letzten Hardenbergers Heinrich V. kam die Burg 1439 an Robert Stael von Holstein. 1430/40 wurde die Südseite mit zwei flankierenden Türmen und einer Schildmauer erweitert.

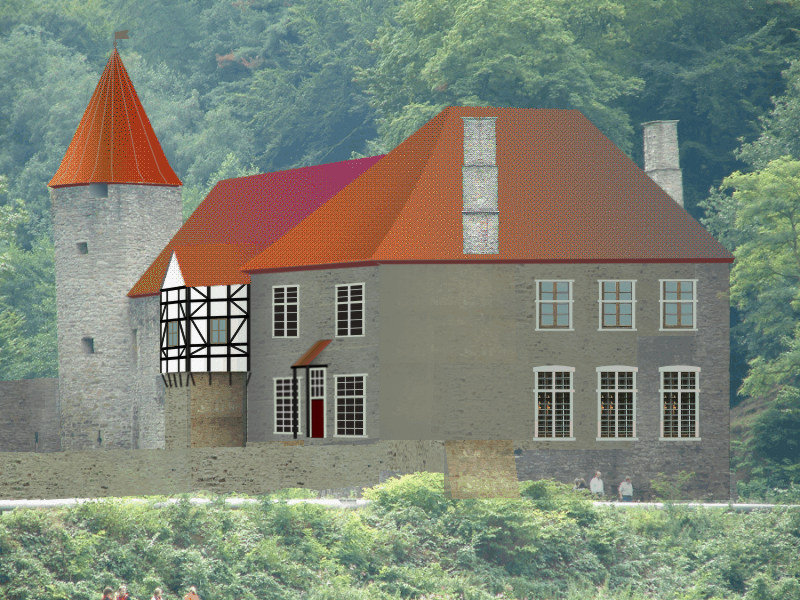
Künstlerische Impression der historischen Nord-Ost-Ansicht. Das Dach war, anders als hier dargestellt, mit Sandsteinplatten gedeckt.

Im 16. Jahrhundert noch bewohnt, befanden sich in der Nähe der ehemaligen Burg über viele Jahre hinweg Kohlelagerstätten. Erst seit dem 18. Jahrhundert, nachdem sie aufgegeben worden war, verfiel die Anlage.
1974 wurde die Burg von der Stadt Herbede gepachtet, ab 1975 von der Stadt Witten.

## Die Sage von Goldemar
Der Sage nach lebte zu Zeiten eines Neveling von Hardenstein auch ein Zwergen-König namens Goldemar bzw. Volmar, welcher unsichtbar war, als dessen Gast in der Burg. Man speiste, trank und feierte zusammen. Nachdem der Küchenjunge Erbsen und Mehl gestreut hatte, um wenigstens die Fußspuren des Zwergenkönigs sehen zu können, tötete, kochte und verspeiste ihn der Zwergenkönig und verschwand, nicht ohne einen Fluch über die Familie zu verhängen.

## Burgruine heute
Die Burgruine wird seit 1974 vom Verein Burgfreunde Hardenstein erforscht, erhalten und gepflegt. Archivalien über die Burgruine Hardenstein und eine archäologische Fundsammlung davon befinden sich in der Grundschule Witten-Herbede und können dort besichtigt werden.
Unmittelbar hinter der südlichen Umfassungsmauer beginnt der Bergbauwanderweg Muttental; auf der Nordseite verläuft die Trasse der Ruhrtalbahn, die die Burganlage von der Ruhr trennt. Bis Sommer 2019 brachte ein Museumszug Touristen an den hier eingerichteten Haltepunkt.
Seit April 2006 verkehrt die Ruhrtalfähre Hardenstein in der Nähe der Ruine. Als einzige Fähre auf der Ruhr ist sie eine besondere Attraktion im Radwegenetz des Ruhrtals. Diese Verbindung, die an dem gegenüberliegenden Ufer unweit der Schleuse Herbede endet, wird von fünfzehn ehrenamtlichen und einem hauptamtlichen Binnenschiffer betrieben.
Am selben Anleger verkehrt auch das Ausflugsschiff MS Schwalbe II der Stadtwerke Witten. Auf diese Weise ist hier ein Verknüpfungspunkt zwischen dem Ausflugsschiff und dem Museumszug entstanden.
Witterungseinflüsse und nicht rechtzeitig durchgeführte Sicherungsmaßnahmen sorgen dafür, dass die Anlage weiter verfällt, unter anderem stürzte in der Nacht zum 16. März 2010 eine Zwischenmauer der Hauptburg ein. Die Sanierung bzw. Restaurierung der einsturzgefährdeten Mauerbereiche wurde 2012 abgeschlossen. Die Burgruine ist wieder für Besucher begehbar.
Seit 2009 wird die Burg Hardenstein nachts beleuchtet. 2017 wurde eine Videoüberwachungsanlage installiert. Die Burg Hardenstein war damit die erste videoüberwachte Burgruine in NRW.

## Lage
- Lage: Hardensteiner Weg, Witten-Herbede, am Südufer der Ruhr

## Verkehr

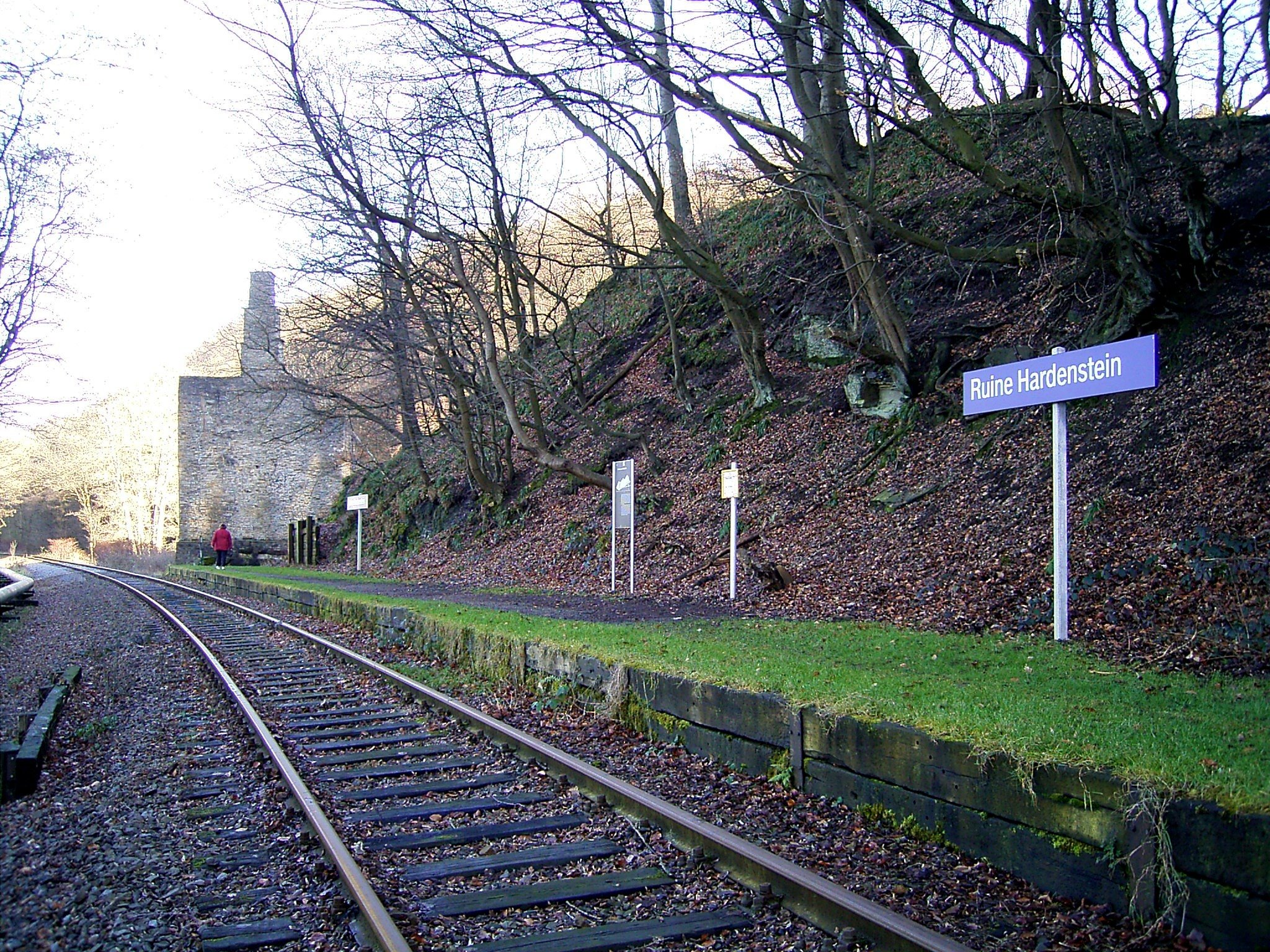
Haltepunkt Ruine Hardenstein im Jahr 2008

An der Ruhrtalbahn liegt der Haltepunkt Ruine Hardenstein, welcher bis Sommer 2019 von den dort verkehrenden Zügen der RuhrtalBahn Betriebsgesellschaft mbH bedient wurde. Auf der Ruhrtalbahn führt aktuell das Eisenbahnmuseum Bochum-Dahlhausen von April bis Oktober Sonderfahrten mit historischen Zügen durch, welche jedoch in den Jahren 2020 und 2021 aufgrund der Corona-Pandemie teilweise ganz entfielen bzw. ohne Halt zwischen dem Museum und Wengern Ost verkehrten. Das Inventar des Haltepunkts ist in der Zwischenzeit durch Umwelteinflüsse und Vandalismus stark beschädigt.